# 에파테섬
에파테섬(Efate)은 바누아투 셰파 주에 위치한 섬으로, 바누아투에서 인구가 가장 많은 섬이자 바누아투에서 세 번째로 큰 섬이다. 에파테 섬에 거주하는 주민 가운데 절반은 포트빌라(바누아투의 수도)에 거주한다.
제2차 세계 대전 때에는 미국의 군사 기지 역할을 담당하기도 했다.
주변에 딸린 몇몇 섬에는 성층 화산이 존재한다.